# Okubi-e
Un okubi-e és un retrat de l'estil ukiyo-e que es caracteritza per mostrar només el cap o el cap i la part superior del tors. A Katsukawa Shunko I (1743-1812) se l'acostuma a reconèixer com el productor dels primers okubi-e. Junt amb Katsukawa Shunsho, només va dissenyar okubi-e d'actors kabuki. A principis de la dècada de 1780, Kitagawa Utamaro va dissenyar els primers okubi-e de belleses femenines. Les autoritats del shogunat van prohibir els okubi-e el 1800, però la prohibició només va durar uns vuit anys.

## Galeria d'okubi-e

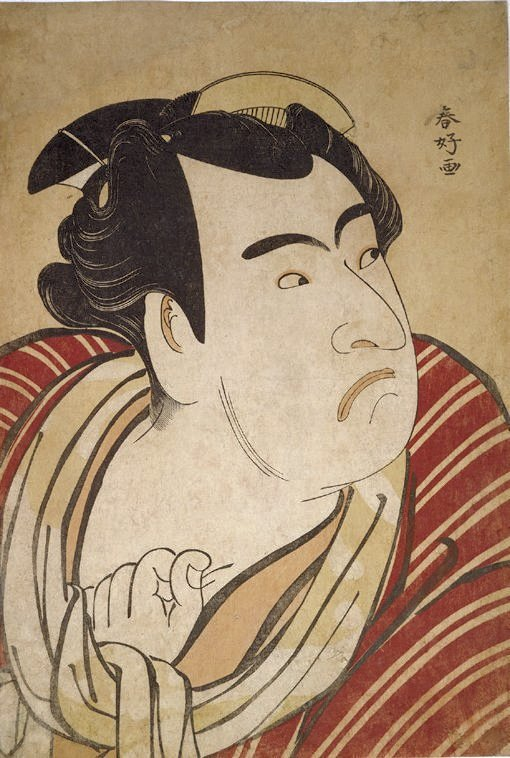
Okubi-e de l'actor kabuki Matsumoto Kōshirō IV com a Tsurunosuke, una xilografia de Katsukawa Shunko I
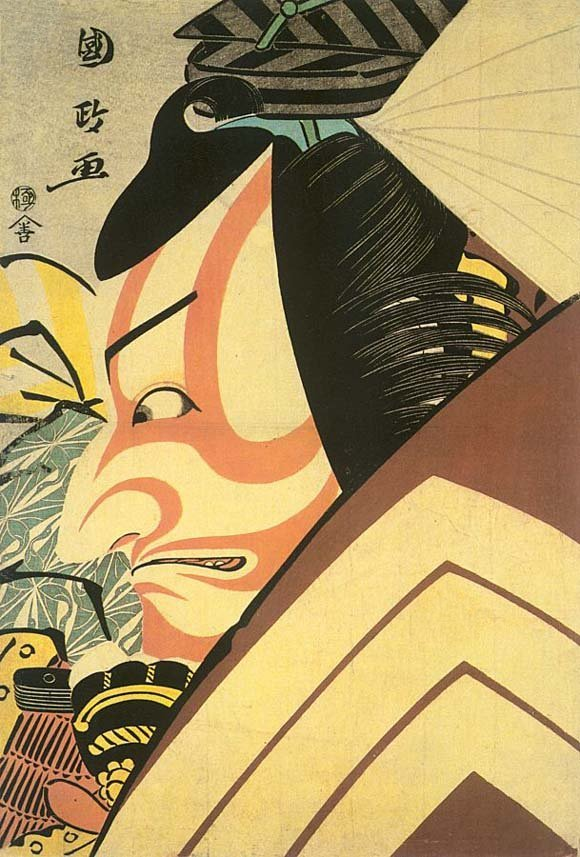
Xilografia d'Utagawa Kunimasa de l'actor kabuki Ichikawa Ebizō en un paper de Shibaraku, 1796
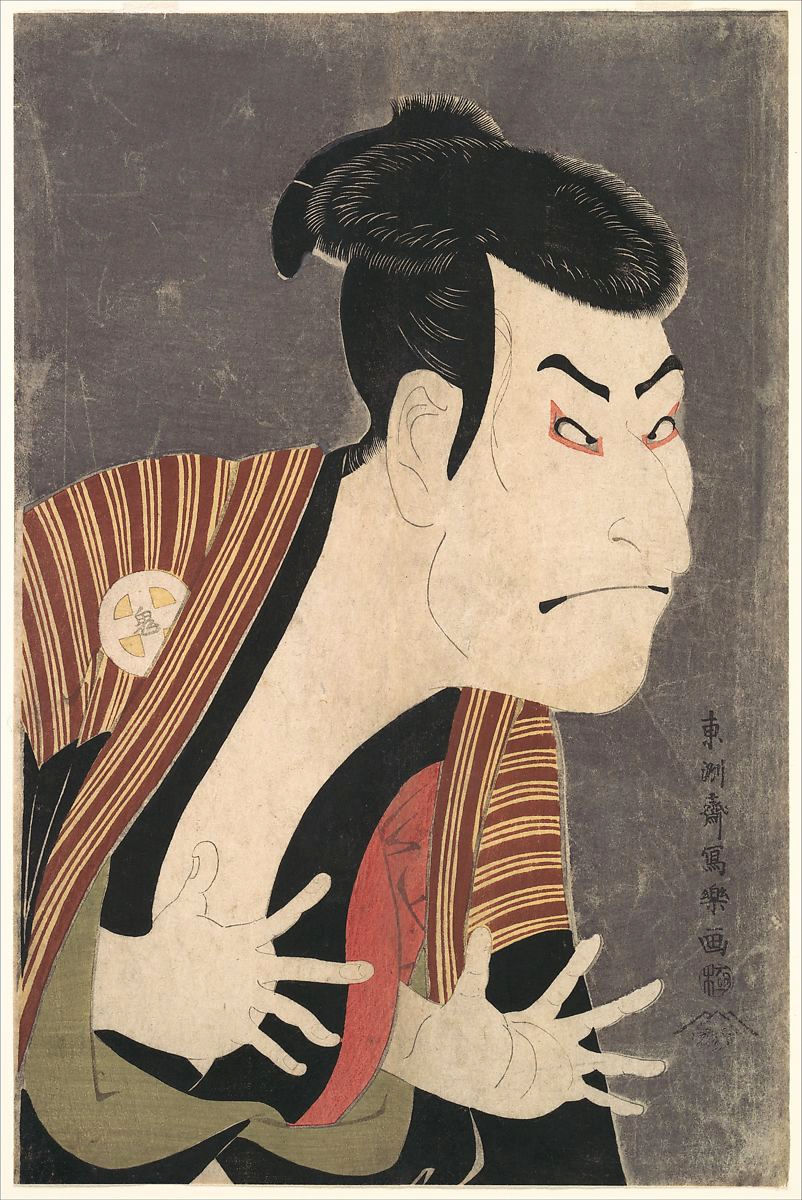
Nakazō Nakamura II com a Edobee, xilografia de Sharaku, 1794
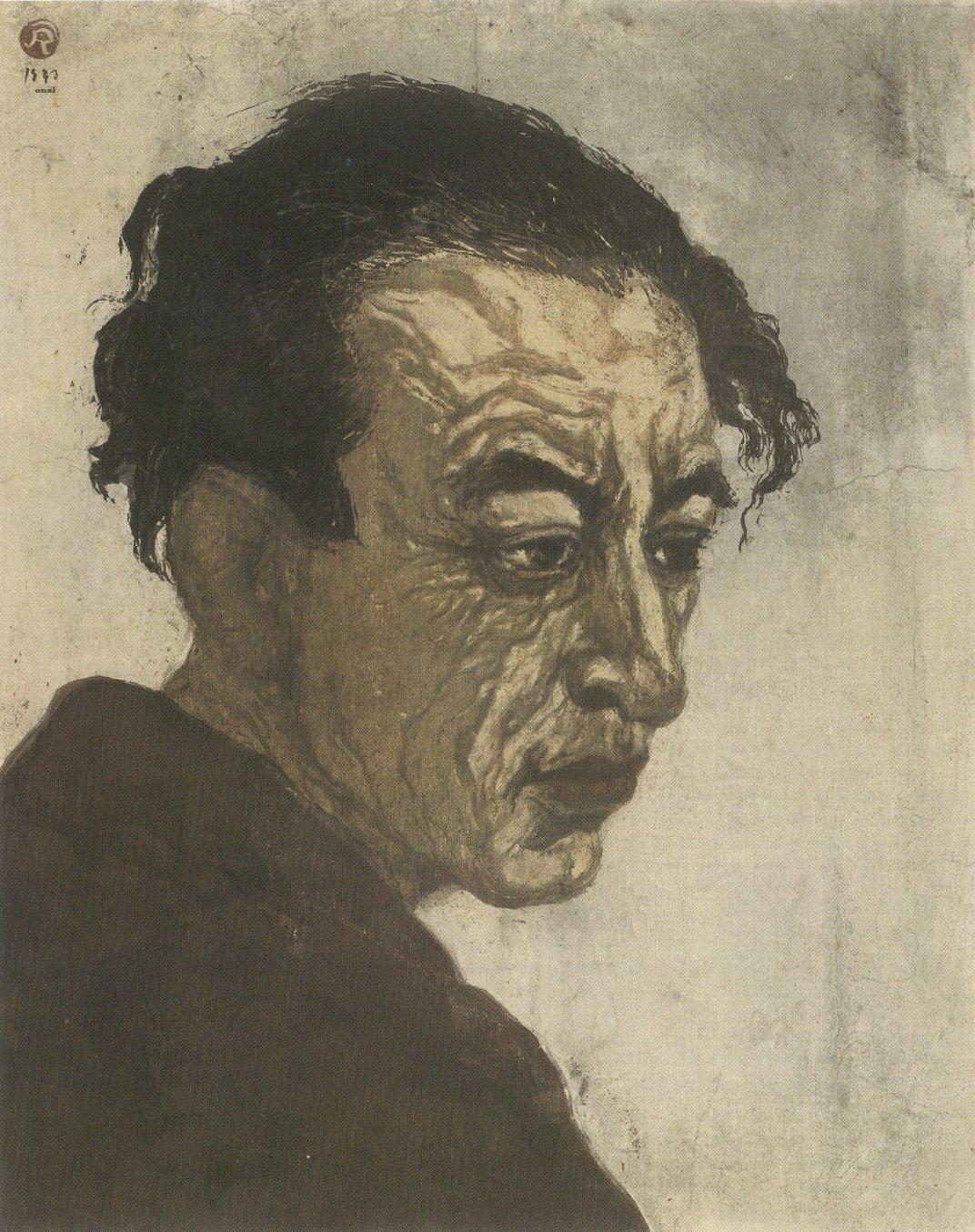
Retrat de Hagiwara Sakutarô, xilografia de Koshiro Onchi, 1943